# Kancabchén, Quintana Roo
Kancabchén är en ort i Mexiko.   Den ligger i kommunen José María Morelos och delstaten Quintana Roo, i den östra delen av landet, 1 100 km öster om huvudstaden Mexico City. Kancabchén ligger 20 meter över havet och antalet invånare är 1 083.
Terrängen runt Kancabchén är huvudsakligen platt. Kancabchén ligger nere i en dal. Runt Kancabchén är det mycket glesbefolkat, med 5 invånare per kvadratkilometer. Närmaste större samhälle är José María Morelos, 16,5 km öster om Kancabchén. I omgivningarna runt Kancabchén växer i huvudsak städsegrön lövskog.